# Jaromír Tauchen
Jaromír Tauchen (* 23. Juli 1981 in Sušice, Tschechoslowakei) ist ein tschechischer Jurist, Rechtshistoriker, Gerichtsdolmetscher, Übersetzer und Dozent an der Juristischen Fakultät der Masaryk-Universität Brünn. Er ist Autor einer Reihe von Publikationen zur deutschen Rechtsgeschichte und zur Rechtsgeschichte im Protektorat Böhmen und Mähren.

## Leben
In den Jahren von 2000 bis 2005 studierte er an der juristisch-philosophischen Fakultät der Masaryk-Universität in Brünn, wo er in den folgenden Jahren auch eine Prüfung und eine Doktorprüfung ablegte (Dissertationsarbeit: Die Entwicklung der Strafgerichtsbarkeit in Deutschland 1933 bis 1945). Im Rahmen mehrerer Auslandsaufenthalte studierte er an deutschen und österreichischen Universitäten (Innsbruck, Konstanz, Passau, Regensburg, Münster, Wien). In den Jahren von 2005 bis 2006 absolvierte er den Aufbaustudiengang „Gemeinsamer Rechtsraum Europa – die europäische Integration und Mittel-, Ost- und Südosteuropa“ an der Universität Dresden, wo er den Titel LL.M. erwarb. Seit 2006 ist er Lehrbeauftragter am Lehrstuhl für Staats- und Rechtsgeschichte an der Juristischen Fakultät der Masaryk-Universität in Brünn. Im Jahre 2017 habilitierte sich an der Brünner Juristischen Fakultät mit der Habilitationsschrift "Arbeit und ihre Rechtsregelung im Protektorat Böhmen und Mähren (1939-1945)".
Er befasst sich vor allem mit der deutschen Rechtsgeschichte der Neuzeit, mit besonderer Schwerpunktsetzung auf die Rechtsgeschichte in der NS-Zeit und auf die Geschichte der Deutschen in den böhmischen Gebieten. Außer der wissenschaftlichen Tätigkeit ist er auch als Gerichtsdolmetscher für die deutsche Sprache tätig. Er ist Mitglied der Dolmetscherkammer der Tschechischen Republik, der Deutsch-Tschechischen Juristenvereinigung e.V, und der European Society for History of Law. Er ist auch wissenschaftlicher Beirat der Zeitschrift Journal on European History of Law,  Kooperationspartner der Dezső-Márkus-Forschungsgruppe für Vergleichende Rechtsgeschichte und Mitglied des internationalen wissenschaftlichen Beirates der Zeitschrift Beiträge zur Rechtsgeschichte Österreichs. Er gehört zu den Herausgebern der Enzyklopädie der tschechischen Rechtsgeschichte.

## Ausgewählte Publikationen
- Tauchen, Jaromír: Práce a její právní regulace v Protektorátu Čechy a Morava (1939–1945). Praha, Wolters Kluwer, 2016, 456 S. ISBN 978-80-7552-304-4
- Schelle, Karel; Tauchen, Jaromír (Hrsg.): Encyklopedie českých právních dějin, I. svazek A – Č. (Enzyklopädie der tschechischen Rechtsgeschichte, I. Band A – Č). Plzeň, Vydavatelství a nakladatelství Aleš Čeněk, 2015, 972 S., ISBN 978-80-7380-562-3
- Schelle, Karel; Tauchen, Jaromír: Vývoj konstitucionalismu v českých zemích (Entwicklung des Konstitutionalismus in böhmischen Ländern). 2 Bände. Praha, Linde, 2013, 2800 S., ISBN 978-80-7201-922-9
- Vojáček, Ladislav; Schelle, Karel; Tauchen, Jaromír (Hrsg.): Die Entwicklung des tschechischen Privatrechts. Brno, Masarykova univerzita, 2011, 280 S., ISBN 978-80-210-5612-1
- Vojáček, Ladislav; Schelle, Karel; Tauchen, Jaromír (Hrsg.): An Introduction to History of Czech Private Law. Brno, Masarykova univerzita, 2011, 182 S., ISBN 978-80-210-5592-6
- Schelle, Karel; Tauchen, Jaromír; Veselá, Renata; Šedivý, Miroslav: Staat und Recht in der Zeit Metternichs. München, Verlag Dr. Hut, 2010, 83 S., ISBN 978-3-86853-376-7
- Tauchen, Jaromír: Einige Bemerkungen zur Entwicklung des Arbeitsrechts im Protektorat Böhmen und Mähren. In: Journal on European History od Law, London: STS Science Centre, 2010, Vol. 1, Nr. 2, S. 50–54, ISSN 2042-6402
- Tauchen, Jaromír: „Beneš-Dekrete“ von einer rechtlich historischen Perspektive. In: Journal on European History od Law. London: STS Science Centre, 2010, Vol. 1, Nr. 1, S. 41–45, ISSN 2042-6402
- Schelle, Karel; Tauchen, Jaromír (Hrsg.): Protektorát Čechy a Morava – jedna z nejtragičtějších kapitol českých novodobých dějin (vybrané problémy) (Protektorat Böhmen und Mähren – ein der tragischen Kapitel der tschechischen modernen Geschichte: ausgewählte Probleme).  Brno, The European Society for History of Law, 2010, 139 S. ISBN 978-80-904522-0-6
- Schelle, Karel; Tauchen, Jaromír: Grundriss der Tschechoslowakischen Rechtsgeschichte. München, Verlag Dr. Hut, 2009, 196 S., ISBN 978-3-89963-935-3
- Schelle, Karel; Tauchen, Jaromír: Recht und Verwaltung im Protektorat Böhmen und Mähren. München, Verlag Dr. Hut, 2009, 124 S., ISBN 978-3-89963-935-3
- Vojáček, Ladislav; Schelle, Karel; Tauchen, Jaromír;  Veselá, Renata: Geschichte von Integrationskonzeptionen in Europa bis 1945. München, Verlag Dr. Hut, 2009. 115 s., ISBN 978-3-86853-065-0
- Tauchen, Jaromír: Vývoj trestního soudnictví v Německu 1933 - 1945 (Die Entwicklung der Strafgerichtsbarkeit in Deutschland 1933–1945). Brno, The European Society for History of Law, 2010, 182 S., ISBN 978-80-904522-2-0